# Maimuna bint al-Harith
Maimuna bint al-Harith (arabiska:رَمْلَة بِنْت أَبِي سُفْيَان ٱبْن حَرْب), född 594, död 671, var en av den muslimska profeten Muhammads hustrur. Som sådan tillskrivs hon ofta titeln "Umm-ul-Mu'mineen" ("de troendes moder").
Hon var dotter till Al-Harith ibn Hazn av Hilali-stammen i Mecka, och Hind bint Awf. Hon var först gift med Abu Ruhm ibn Abd al-Uzza. 
Muhammed gifte sig med henne 629. Paret fick inga barn. 
Hon överlevde Muhammeds död 632. Som änka efter Muhammed var hon förbjuden att gifta om sig, men fick en pension av Rashidunkalifatet.